# Eugeniusz Grandowski
Eugeniusz Florentinus Grandowski (ur. 17 października 1865 w Oświęcimiu, zm. 4 marca 1944 w Przemyślu) – inżynier, generał major cesarskiej i królewskiej armii, generał brygady Wojska Polskiego.

## Młodość, służba w austriackiej armii
Pochodził z rodziny cesarsko-królewskiego urzędnika skarbowego.
Syn Jana i Józefy z domu Stępińskiej. W 1884 roku ukończył gimnazjum realne w Bielsku, następnie studiował w Akademii Wojskowo-Technicznej w Wiedniu.
Po trzyletnich studiach wojskowych żołnierz zawodowy i oficer armii austriackiej od 18 sierpnia 1887 roku. W latach 1891–1893 w kadrze WAT. W 1893 r. ukończył Wyższy Kurs Artyleryjski i otrzymał przydział do 10 Brygady Artylerii Polowej w Przemyślu. W 1895 ożenił się w Przemyślu z Kazimierą z d. Seifert. W 1904 mianowany do kapitana i przeniesiony do Generalnego Dowództwa Artylerii w Wiedniu, gdzie służył do 1909 r. Od 1 października 1909 roku przydzielony do komendy 10 Korpusu w Przemyślu w stopniu majora. W kwietniu 1914 mianowany podpułkownikiem i wyznaczony na dowódcę 10 pułku haubic polowych. Z chwilą wybuchu I wojny światowej wyznaczony dowódcą 30 pułku armat polowych w Przemyślu, z którym walczył na froncie rosyjskim. Brał udział w bitwie pod Kraśnikiem i Zamościem oraz w działaniach wojennych na Lubelszczyźnie. Na przełomie lat 1914/15 w walkach w Karpatach, walczył m.in. w bitwie pod Gorlicami, okolicach Twierdzy Przemyśl, ofensywie na Łuck i Równe, okolicach Rarańczy na Bukowinie. W 1916 mianowany pułkownikiem i przeniesiony na front włoski, dowódca 3 Brygady Artylerii Polowej. Na froncie włoskim walczył do końca wojny, m.in. w bitwie pod Alsiero. 1 listopada 1917 mianowany generałem majorem. W armii austriackiej służył do 3 listopada 1918.

## Służba w WP, późniejsze losy
30 grudnia 1918 roku zgłosił się do WP, 20 stycznia 1919 roku zaliczony został do rezerwy WP. 8 marca 1919 roku mianowany kwatermistrzem Armii Wschód gen. T. Rozwadowskiego (od końca marca gen. W. Iwaszkiewicza). Zweryfikowany w stopniu generała brygady ze starszeństwem z dnia 1 czerwca 1919 r. Od lipca 1919 roku przez krótki czas szef artylerii w Armii Hallera, potem został mianowany inspektorem jednostek artylerii. Przez 7 miesięcy bez przydziału w związku z chorobą. W marcu i kwietniu 1920 r. na rozkaz Naczelnego Dowództwa prowadził inspekcję zapasowych baterii artylerii w dowództwach okręgów: Kraków, Lwów, Lublin i Kielce. W październiku 1920 pracuje w komisji „Rola”, prowadzącej inspekcję taborów. Po tym krótko kieruje Okręgowym Centrum Instrukcyjnym w Krakowie. Od listopada 1920 do kwietnia 1921 roku komendant Centrum Wyszkolenia 4 Armii dowodzonej przez gen. L. Skierskiego w Kobryniu. 1 maja 1921 roku przeniesiony w stan spoczynku. Osiadł w Przemyślu, gdzie mieszkał od 1918. Po śmierci żony odziedziczył kilka kamienic, którymi administrował do września 1939 r. Działał jednocześnie w Związku Oficerów Rezerwy i organizacjach charytatywnych. Po wejściu Sowietów do Polski pozbawiony emerytury i dochodów z dzierżawy kamienic.

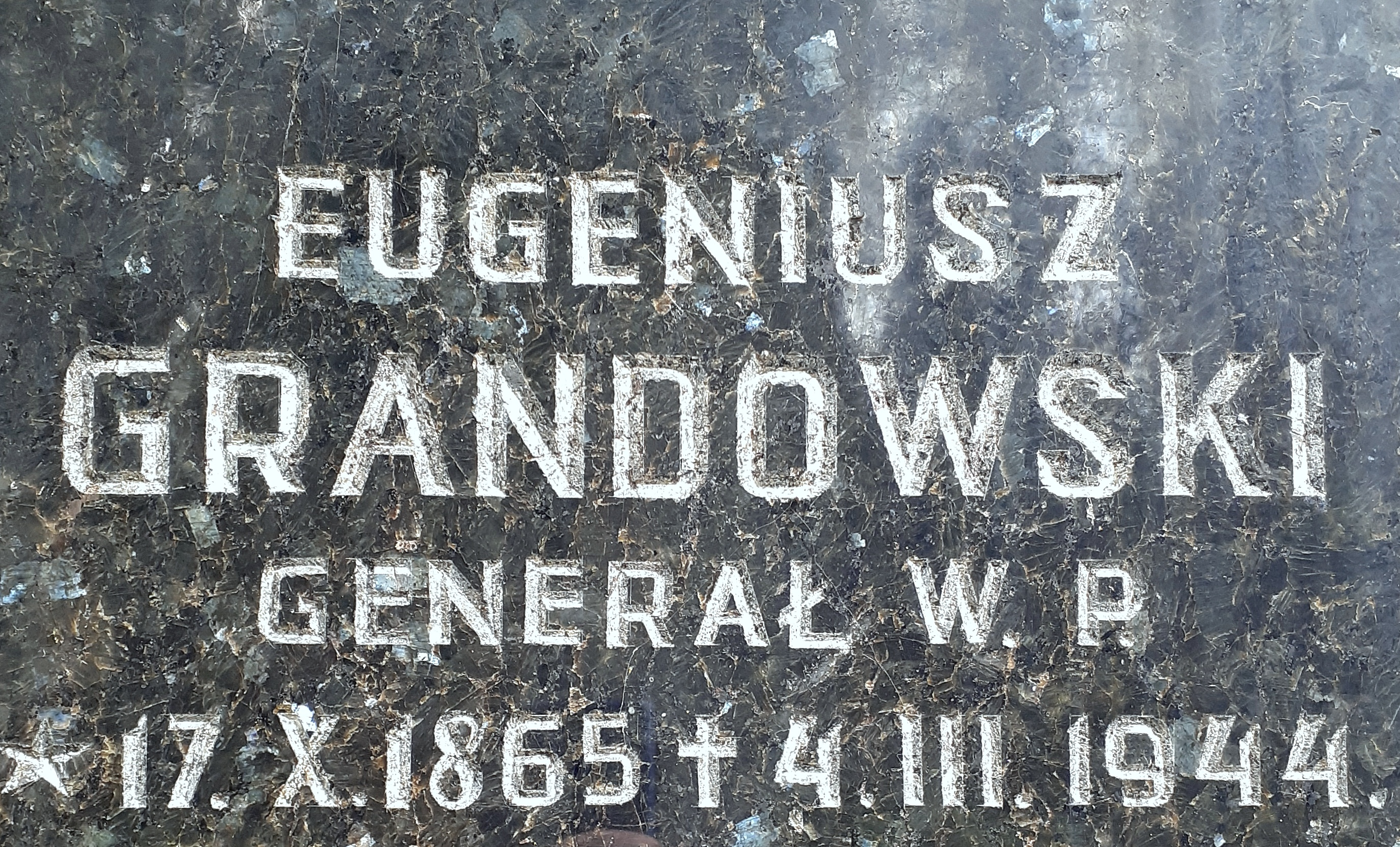
Inskrypcja nagrobna Eugeniusza Grandowskiego

Był dwukrotnie żonaty. Z pierwszego małżeństwa z Kazimierą Seifert (1878-1918) miał córkę Marię. Z drugiego związku ze Stefanią Szałowską potomstwa nie było. Został pochowany w grobowcu rodzin Zollnerów, Jabłońskich, Seifertów i Grandowskich na cmentarzu Głównym w Przemyślu.

## Odznaczenia[3]
- Kawaler Orderu Leopolda[4]
- Kawaler Orderu Korony Żelaznej III Klasy[5]
- Krzyż Zasługi Wojskowej z mieczami
- Krzyż Zasługi Wojskowej
- Srebrny Medal Zasługi Wojskowej z mieczami na wstędze Krzyża Wojskowego
- Brązowy Medal Zasługi Wojskowej z mieczami na wstędze Krzyża Wojskowego
- Brązowy Medal Zasługi Wojskowej na czerwonej wstędze
- Odznaka za Służbę Wojskową O|III Klasy
- Medal Jubileuszowy Pamiątkowy dla Sił Zbrojnych i Żandarmerii
- Krzyż Jubileuszowy Wojskowy
- Krzyż Pamiątkowy Mobilizacji 1912–1913
- Krzyż Wojskowy Karola[5]